# NASCAR Grand National Series 1951
De NASCAR Grand National Series 1951 was het derde seizoen van het belangrijkste NASCAR kampioenschap dat in de Verenigde Staten gehouden wordt. Het seizoen startte op 11 februari in Daytona Beach en eindigde op 25 november op de Lakeview Speedway in Mobile. Herb Thomas won het kampioenschap.

## Races
Top drie resultaten.
| '  | Datum  | Race              | Circuit                          | Winnaar         | Tweede             | Derde           |
| 1  | 11-feb | Race 1            | Daytona Beach & Road Course      | Marshall Teague | Tim Flock          | Fonty Flock     |
| 2  | 1-apr  | Race 2            | Charlotte Speedway               | Curtis Turner   | Lee Petty          | Marshall Teague |
| 3  | 8-apr  | Race 3            | Lakeview Speedway                | Tim Flock       | Fonty Flock        | Herb Thomas     |
| 4  | 8-apr  | Race 4            | Carrell Speedway                 | Marshall Teague | Johnny Mantz       | George Seeger   |
| 5  | 15-apr | Race 5            | Occoneechee Speedway             | Fonty Flock     | Frank Mundy        | Bill Blair      |
| 6  | 22-apr | Race 6            | Arizona State Fairgrounds        | Marshall Teague | Erick Erickson     | Tim Flock       |
| 7  | 29-apr | Wilkes County 150 | North Wilkesboro Speedway        | Fonty Flock     | Tim Flock          | Lee Petty       |
| 8  | 6-mei  | Race 8            | Martinsville Speedway            | Curtis Turner   | Frank Mundy        | Tim Flock       |
| 9  | 30-mei | Poor Man's 500    | Canfield Speedway                | Marshall Teague | Tim Flock          | Fonty Flock     |
| 10 | 10-jun | Race 10           | Columbus Speedway                | Tim Flock       | Gober Sosebee      | Herb Thomas     |
| 11 | 16-jun | Race 11           | Columbia Speedway                | Frank Mundy     | Bill Blair         | Marshall Teague |
| 12 | 24-jun | Race 12           | Dayton Speedway                  | Curtis Turner   | Dick Rathmann      | Tim Flock       |
| 13 | 30-jun | Race 13           | Carrell Speedway                 | Lou Figaro      | Chuck Meekins      | Lloyd Dane      |
| 14 | 1-jul  | Race 14           | Grand River Speedrome            | Marshall Teague | Dick Rathmann      | Fonty Flock     |
| 15 | 8-jul  | Race 15           | Bainbridge Speedway              | Fonty Flock     | Dick Rathmann      | Frank Mundy     |
| 16 | 15-jul | Race 16           | Heidelberg Raceway               | Herb Thomas     | Jim Fiebelkorn     | Augie Walackas  |
| 17 | 29-jul | Race 17           | Asheville-Weaverville Speedway   | Fonty Flock     | Gober Sosebee      | Herb Thomas     |
| 18 | 31-jul | Race 18           | Monroe County Fairgrounds        | Lee Petty       | Charles Gattalia   | Ronnie Kohler   |
| 19 | 1-aug  | Race 19           | Altamont-Schenectady Fairgrounds | Fonty Flock     | Herb Thomas        | Lee Petty       |
| 20 | 12-aug | Motor City 250    | Michigan State Fairgrounds       | Tommy Thompson  | Joe Eubanks        | Johnny Mantz    |
| 21 | 19-aug | Race 21           | Fort Miami Speedway              | Tim Flock       | Dell Pearson       | Oda Greene      |
| 22 | 24-aug | Race 22           | Morristown Speedway              | Tim Flock       | Lee Petty          | Ronnie Kohler   |
| 23 | 25-aug | Race 23           | Air Base Speedway                | Bob Flock       | Tim Flock          | Buck Baker      |
| 24 | 3-sep  | Southern 500      | Darlington Raceway               | Herb Thomas     | Jesse James Taylor | Buddy Shuman    |
| 25 | 7-sep  | Race 25           | Columbia Speedway                | Tim Flock       | Fireball Roberts   | Jimmie Lewallen |
| 26 | 8-sep  | Race 26           | Central City Speedway            | Herb Thomas     | Gober Sosebee      | Jim Paschal     |
| 27 | 15-sep | Race 27           | Langhorne Speedway               | Herb Thomas     | Fonty Flock        | Dick Rathmann   |
| 28 | 23-sep | Race 28           | Charlotte Speedway               | Herb Thomas     | Shorty York        | Donald Thomas   |
| 29 | 23-sep | Race 29           | Dayton Speedway                  | Fonty Flock     | Neil Cole          | Lloyd Moore     |
| 30 | 30-sep | Race 30           | Wilson Speedway                  | Fonty Flock     | Bob Flock          | Jimmie Lewallen |
| 31 | 7-okt  | Race 31           | Occoneechee Speedway             | Herb Thomas     | Leonard Tippett    | Joe Eubanks     |
| 32 | 12-okt | Race 32           | Thompson Speedway                | Neil Cole       | Jim Reed           | Dick Eagan      |
| 33 | 14-okt | Race 33           | Pine Grove Speedway              | Tim Flock       | John McGinley      | Billy Carden    |
| 34 | 14-okt | Race 34           | Martinsville Speedway            | Frank Mundy     | Lee Petty          | Billy Myers     |
| 35 | 14-okt | Race 35           | Oakland Stadium                  | Marvin Burke    | Robert Caswell     | Woody Brown     |
| 36 | 21-okt | Wilkes 200        | North Wilkesboro Speedway        | Fonty Flock     | Lee Petty          | Joe Eubanks     |
| 37 | 28-okt | Race 37           | Marchbanks Speedway              | Danny Weinberg  | Marvin Panch       | Bill Norton     |
| 38 | 4-nov  | Race 38           | Speedway Park                    | Herb Thomas     | Jack Smith         | Fonty Flock     |
| 39 | 11-nov | Race 39           | Lakewood Speedway                | Tim Flock       | Bob Flock          | Jack Smith      |
| 40 | 11-nov | Race 40           | Carrell Speedway                 | Bill Norton     | Dick Meyer         | Erick Erickson  |
| 41 | 25-nov | Race 41           | Lakeview Speedway                | Frank Mundy     | Tim Flock          | Red Duvall      |

## Eindstand - Top 10
| 1  | Herb Thomas        | 4208 |
| 2  | Fonty Flock        | 4062 |
| 3  | Tim Flock          | 3722 |
| 4  | Lee Petty          | 2392 |
| 5  | Frank Mundy        | 1963 |
| 6  | Buddy Shuman       | 1368 |
| 7  | Jesse James Taylor | 1214 |
| 8  | Dick Rathmann      | 1040 |
| 9  | Bill Snowden       | 1009 |
| 10 | Joe Eubanks        | 1005 |